# Gare de Kowloon
La gare de Kowloon (九龍車站, Kowloon railway station) est une gare ferroviaire de Hong Kong anciennement située dans le quartier de Tsim Sha Tsui à Kowloon. En service de 1916 à 1975, elle est détruite en 1977, malgré les protestations et les pétitions de la société du patrimoine et d'autres groupes de pression, pour laisser place à un ensemble de bâtiments culturels tels que le musée d'art de Hong Kong, le musée de l'espace de Hong Kong et le centre culturel de Hong Kong.

## Histoire
La première gare de Kowloon est une structure temporaire construite près du bureau de poste (aujourd'hui démoli) de Salisbury Road (en) en 1909 et sert jusqu'à ce que la gare définitive soit achevée. Le service régulier entre Canton et Kowloon débute le 1er octobre 1910.
La nouvelle gare est dessinée par Arthur Benison Hubback (en) et bâtie sur un terre-plein surplombant le port. Les travaux de fondations débutent en mai 1913 et la construction du bâtiment le 1er mars 1914. Elle est achevée le 1er mars 1916 et la gare est officiellement inaugurée le 28 mars 1916.
Le bâtiment se compose d'un terminal en forme de L de deux étages avec une tour de l'horloge. Conçu dans un style néo-classique édouardien, il est construit avec un cadre en acier et un revêtement en brique rouge ainsi que des colonnes, des architraves et des frontons en granit blanc. À l'extrémité nord de la gare se trouve une passerelle couverte qui conduit à deux plates-formes surélevées également couvertes. Une gare de marchandises est située à 1,5 km au nord de la gare.

## Relocalisation
En raison du manque d'espace pour l'expansion, le terminus sud de la voie ferrée est déplacé de Tsim Sha Tsui à une nouvelle gare du même nom sur un nouveau terre-plein de la baie de Hung Hom (en) en 1974. Le centre culturel de Hong Kong est construit sur le site vacant. La nouvelle gare de Kowloon est renommée à son nom actuel, Hung Hom, à la fin des années 1990.
Après son déménagement à Hung Hom (remplaçant également l'ancienne gare de Hung Hom) en 1974, et jusqu'en 1994, « Kowloon » est le nom de l'actuelle station de Hung Hom, le nouveau terminus sud du KCR, le chemin de fer rebaptisé East Rail Line à la fin des années 1990.

## Campagne de préservation
Une campagne est organisée pour demander la préservation du terminus de briques rouges vieux de 60 ans. L'association des résidents de Kowloon écrit au secrétaire colonial en 1970, tout comme l'association du quartier et du bien-être de Tsim Sha Tsui en 1975, et de nouveau en mai 1977.
Une pétition est lancée par la société du patrimoine, et envoyée au gouverneur de l'époque, Murray MacLehose, le 29 juillet 1977. Le gouvernement rejette la pétition et sa demande d'une étude indépendante sur le projet de plan de développement de la zone. Il fait valoir qu'un nouveau complexe culturel assumerait le rôle joué par le bâtiment et que les plans pour ce nouveau futur complexe sont trop avancés pour être modifiés. La société du patrimoine accuse le gouvernement de se livrer à des maversations et de tromper le public.
La société du patrimoine intensifie ses efforts de lobbying et adresse une pétition à la reine Élisabeth II, avec un dossier contenant environ 15 000 signatures, en février 1978, dans l'espoir d'une intervention royale. Dans les 48 heures suivant la décision royale, l'équipe de démolition avait déjà commencé son travail.

## La tour de l'horloge
La tour de l'horloge est le seul vestige de l'ancienne gare de Tsim Sha Tsui sur le site. Six piliers du bâtiment de la gare sont déplacés au jardin du centenaire du conseil urbain de Tsim Sha Tsui East. Après des décennies à d'autres endroits, y compris au dépôt East Rail de Ho Tung Lau (en), la cloche de la tour de l'horloge est remise à sa localisation d'origine en septembre 2010.

## Galerie

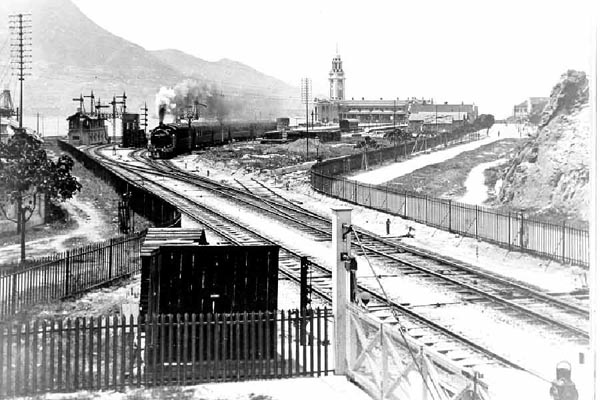
La gare en 1916.
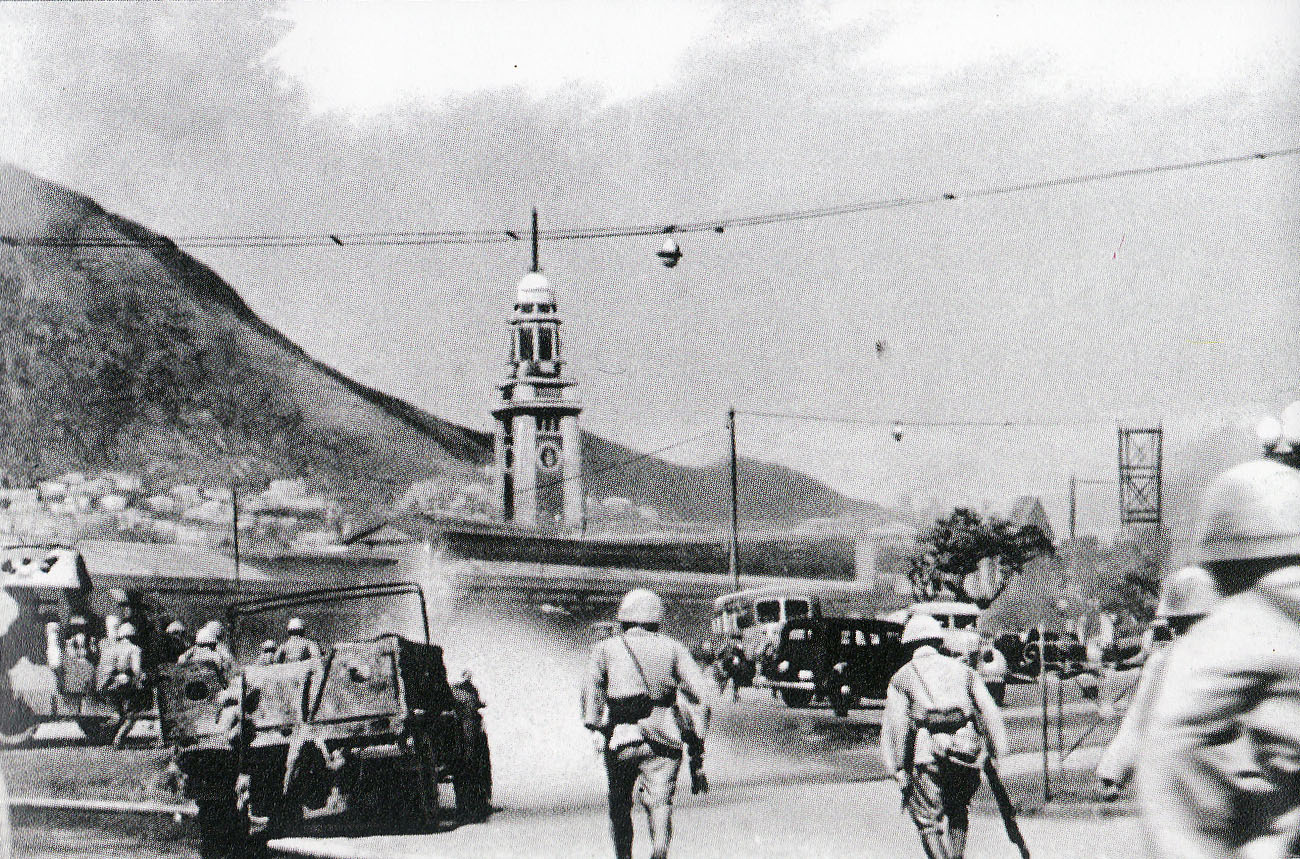
Attaque de la gare par les Japonais en 1941 durant la bataille de Hong Kong.
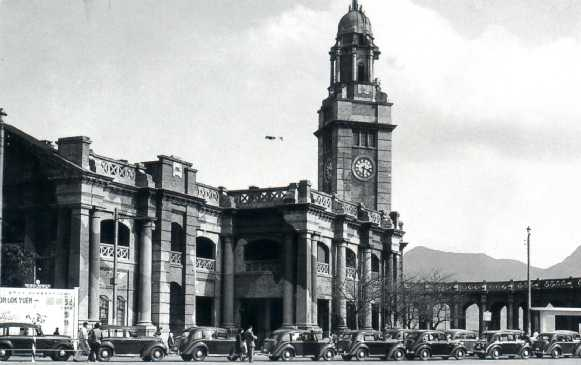
La gare en 1946.
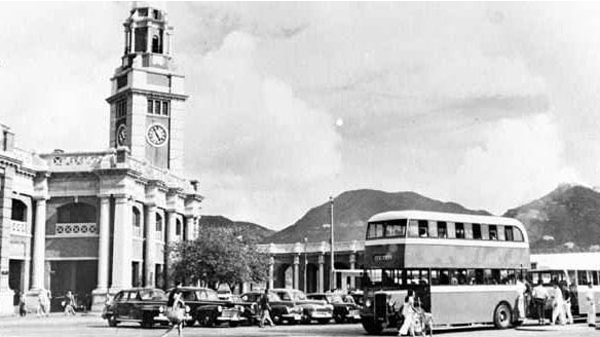
La gare en 1952.
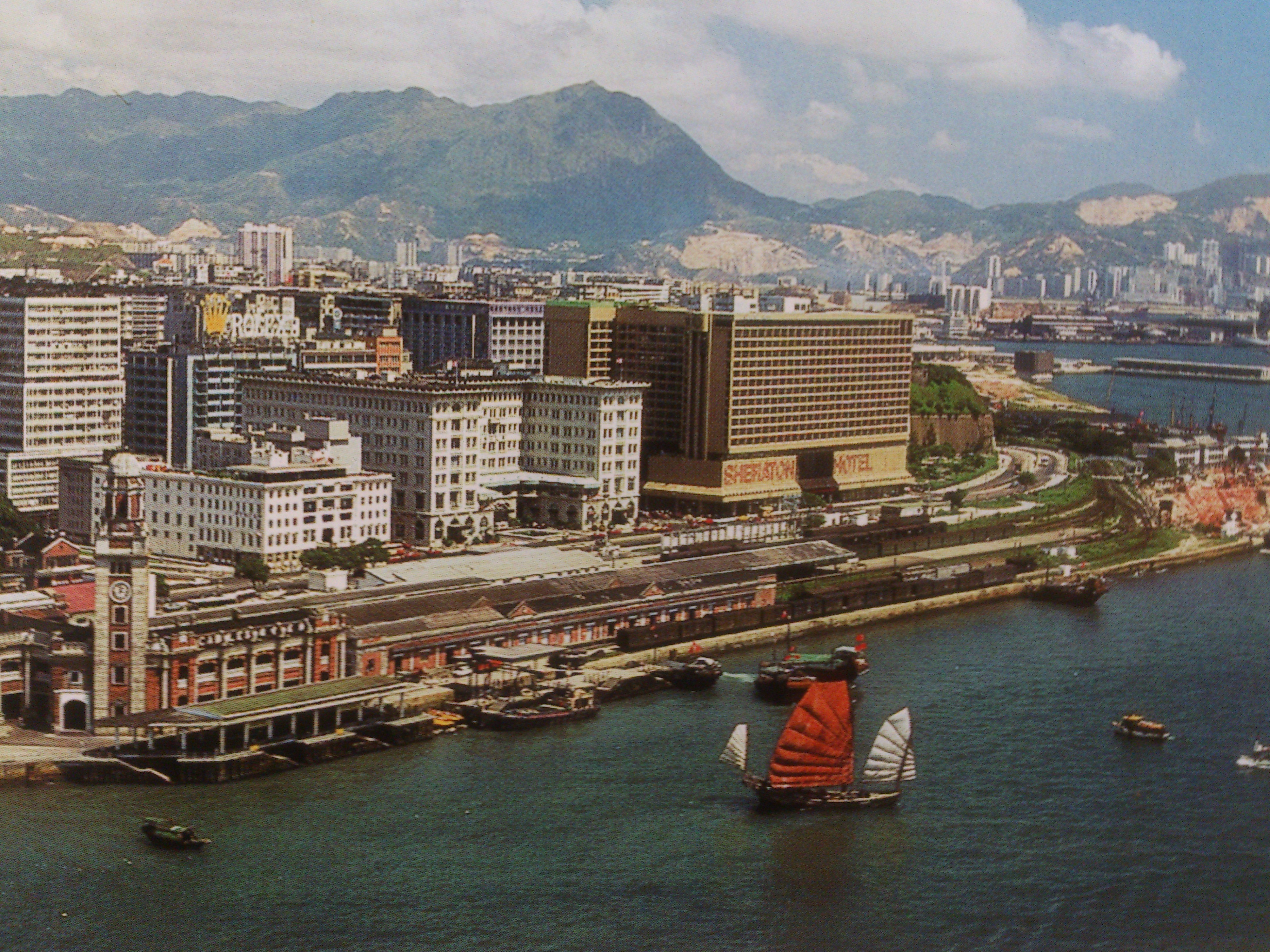
La gare dans les années 1970.
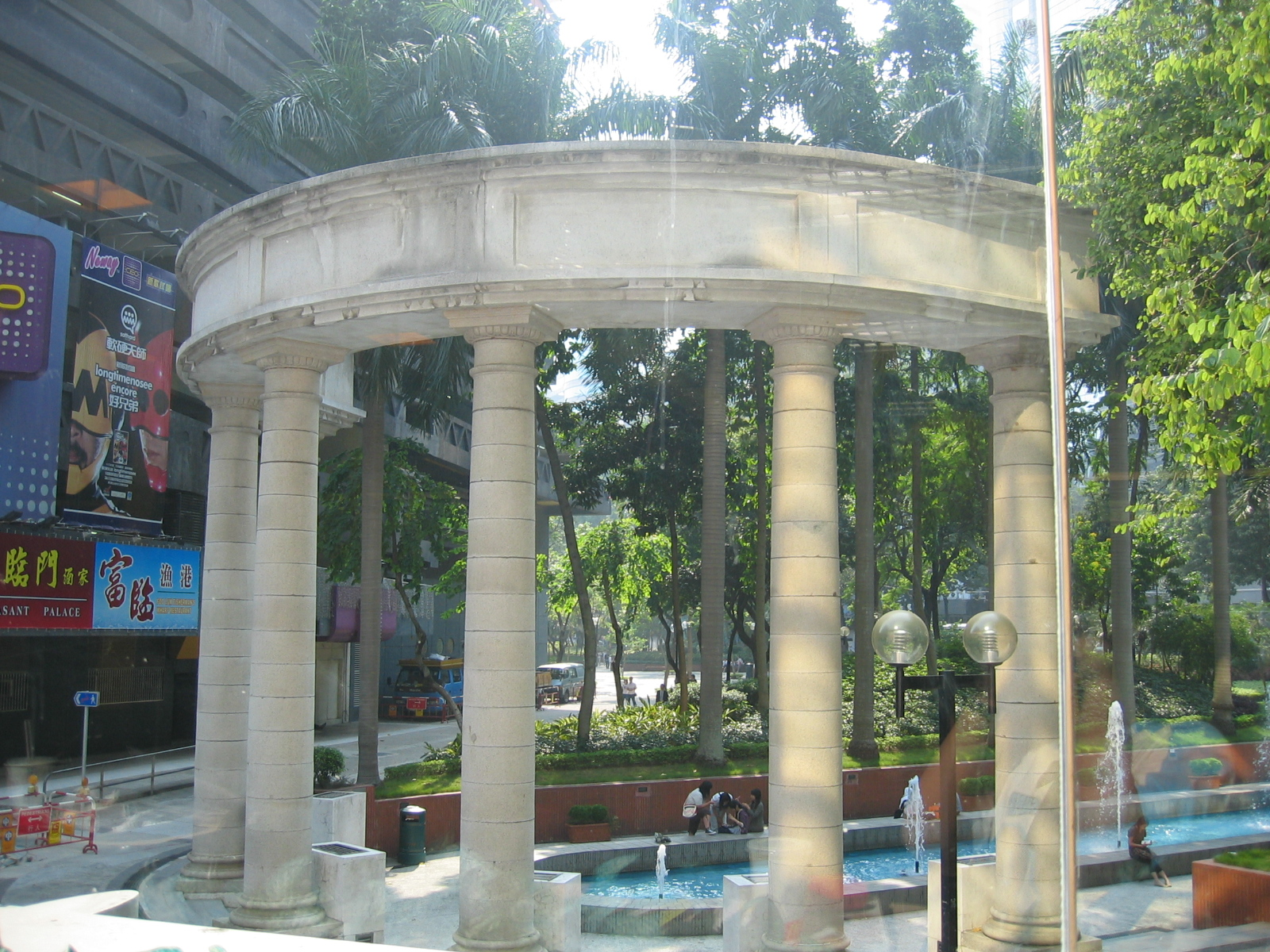
Les six piliers de l'ancienne gare aujourd'hui exposés au jardin du centenaire du conseil urbain.